# Katholische Männerbewegung Österreichs

Logo

Die Katholische Männerbewegung Österreichs (KMB) ist eine römisch-katholische Laienorganisation im Rahmen der Katholischen Aktion. 

## Geschichte
Die am 13. Mai 1948 als Katholisches Männerwerk Österreichs im Rahmen einer Tagung in Lambach gegründete Organisation ist mit rund 30.000 Mitgliedern die einzige österreichweite Männerorganisation und hat ihre Wurzeln in der 1906 initiierten Katholischen Männerorganisation. Der Gründung vorangegangen war am 1. Februar 1948 die Gründung einer katholischen Bewegung junger Männer der Erzdiözese Wien im Rahmen eines Besinnungstages der 25- bis 45-jährigen Männer in Lainz.
Basis der Arbeit der KMB war das „Mariazeller Manifest“ vom Katholikentag 1952, wo eine freie Kirche in einer freien Gesellschaft postuliert wurde.

## Zeitschrift
„Ypsilon“ ist die Zeitschrift der KMB und wird sechsmal pro Jahr an Mitglieder und Interessierte versendet. In diesem Druckwerk informiert die Männerbewegung über ihre aktuellen Tätigkeiten und greift Glaubensthemen und gesellschaftspolitische Themen auf. Ypsilon hatte im Jahr 2003 die Vorgängerzeitschrift „Rufer“ österreichweit abgelöst und wird in einer Stärke von etwa 35.000 Stück aufgelegt.

## Entwicklungspolitische Aktion
SEI SO FREI ist die entwicklungspolitische Aktion der KMB und wurde 1958 als Aktion Flores gegründet. Lange Zeit hieß diese Unterorganisation der KMB auch Bruder in Not. Dieser Name wurde aufgrund der Gleichstellung der Geschlechter aufgegeben. Die SEI SO FREI Landesgruppen Linz, Salzburg, Steiermark und Erzdiözese Wien sind berechtigt das Österreichische Spendengütesiegel zu führen.
Seit 1980 verleiht SEI SO FREI in Erinnerung und Würdigung an den ermordeten Erzbischof von San Salvador, Oscar Romero, den mit € 10.000 dotierten Erzbischof-Oscar-Romero-Preis. Jährlich werden Persönlichkeiten die sich in herausragender Weise für Gerechtigkeit, Menschenrechte und Entwicklung einsetzten, mit diesem „Oscar der Entwicklungszusammenarbeit“ ausgezeichnet.

## Bildung
Seit 1986 wird von der KMB eine Sommerakademie veranstaltet, wo die Jahresthemen in hochrangigen Vorträgen, Arbeitsgruppen und Diskussionen erarbeitet werden. Erster Veranstaltungsort war seinerzeit Bad Leonfelden. Die Akademie wurde auch in Bad Tatzmannsdorf und St. Pölten veranstaltet. Seit 2022 ist Horn im Waldviertel der Veranstaltungsort.

## Vorsitzende der Katholischen Männerbewegung Österreichs (Auswahl)
- Johann Farnleitner (1972 bis 1984)
- Alfred Klose (1984 bis 1987)
- Hubert Andiel (1996 bis 2001)
- Raimund Löffelmann (2002 bis 2008)
- Leopold Wimmer (2008 bis 2018)
- Ernest Theußl (2018 bis 2024)